# Українські палаци. Золота доба
Українські палаци. Золота доба — український історичний документальний цикл Акіма Галімова. Вперше з'явився на офіційному ютуб каналі «1+1» 29 квітня 2022 року. Цикл складається з 8-ми епізодів.

## Виробництво
У 2021 році проєкт став переможцем конкурсу соціально вагомого контенту «PITCH UA 3», який був профінансований Агентством США з міжнародного розвитку та відзнятий за сприяння Міністерства культури та інформаційної політики України.
Ведучий та продюсер — Акім Галімов, шеф редактор — Руслан Шаріпов, режисер — Дарія Саричева.

## Зміст
У кожній з 8 серії розповідається про зруйнований або напівзруйнований палац чи маєток, які відтворюються за допомогою комп'ютерної 3D-графіки.

## Епізоди
- Епізод 1. Палац в Антонінах (29 квітня 2022)
- Епізод 2. Палац в Сколе (6 травня 2022)
- Епізод 3. Палац у Качанівці (13 травня 2022)
- Епізод 4. Ізяслав і Славута (20 травня 2022)
- Епізод 5. Палац у Шарівці (27 травня 2022)
- Епізод 6. Палац у Курісовому (3 червня 2022)
- Епізод 7. Палац у Новоолександрівці (10 червня 2022)
- Епізод 8. Палац у Жовкві (17 червня 2022)